# Xenia multispiculata
Xenia multispiculata is een zachte koraalsoort uit de familie Xeniidae. De koraalsoort komt uit het geslacht Xenia. Xenia multispiculata werd in 1909 voor het eerst wetenschappelijk beschreven door Kükenthal. 